# Zhai Chao
Acesta este un nume chinezesc; numele de familie este Zhai.

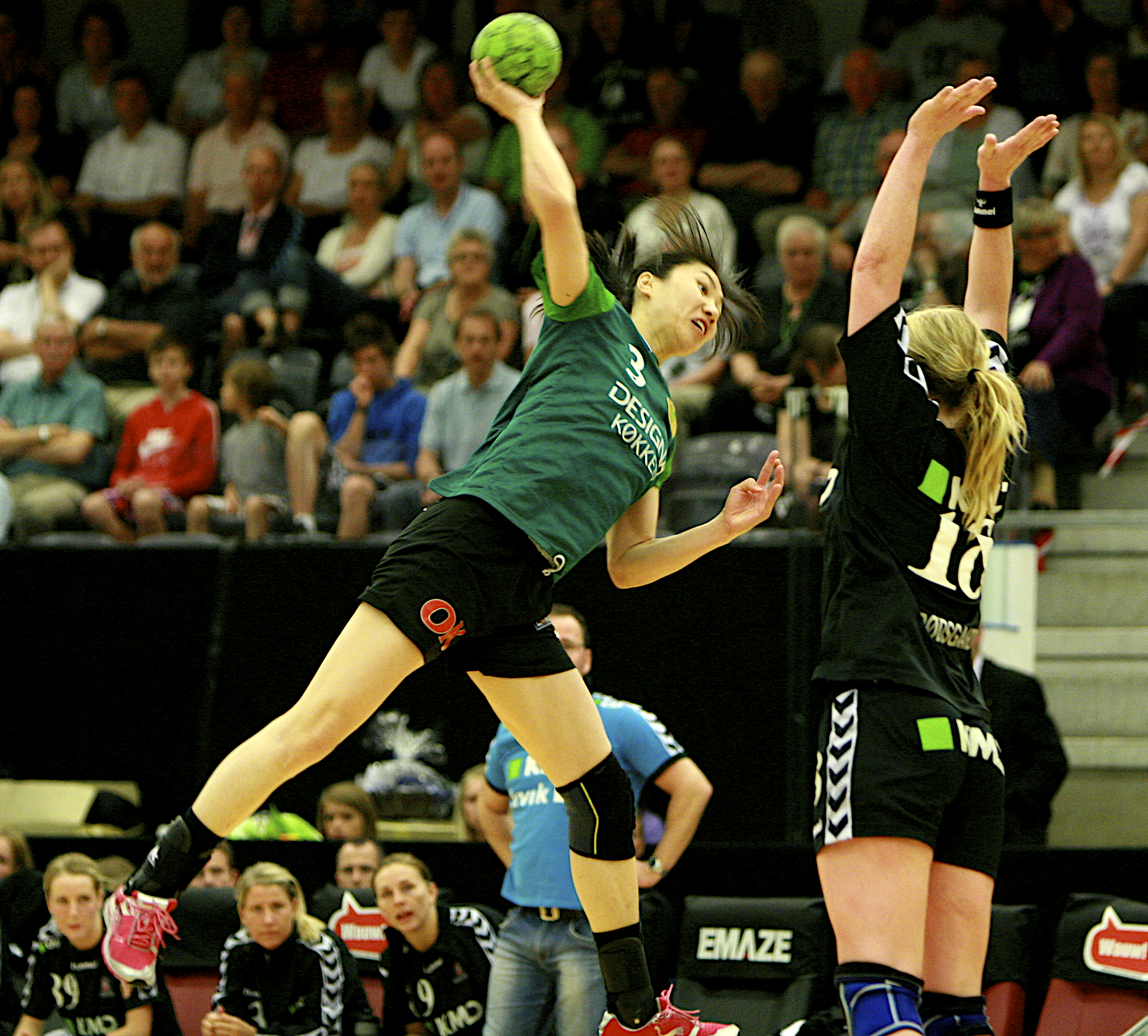
Zhai Chao

Zhai Chao (în chineză: 翟超, în chineză: 翟超; pinyin: Zhái Chāo; n. 14 decembrie 1971, în Beijing) este o fostă handbalistă chineză care a participat la Jocurile Olimpice de vară din 1996 și Jocurile Olimpice de vară din 2004, precum și la campionatele mondiale din 1999 și 2001. Chao Zhai a fost votată cea mai bună handbalistă din 2002.

## Carieră
Chao Zhai a început să joace handbal la Beijing în 1985. La Olimpiada din 1996 a terminat pe locul al cincelea împreună cu echipa chineză. Chao a jucat în toate cele patru meciuri și a înscris 29 de goluri. Ea a jucat pentru echipa Chinei la Campionatul Mondial din 1999, desfășurat în Danemarca și Norvegia. Chao Zhai a devenit componentă a clubului german SV Berliner VG 49 în 1999 și s-a tranferat apoi la formația daneză Randers HK în 2001.
Chao Zhai a fost membră a naționalei chineze la Campionatul Mondial din 2001, găzduit de Italia, pentru care a înscris 49 de goluri. Handbalista a făcut parte din echipa Chinei care a terminat pe locul al optulea la Olimpiada din 2004, unde a jucat în toate cele șapte meciuri și a înscris 32 de goluri. În 2004, ea a început să joace pentru clubul danez Viborg HK, alături de care a câștigat Liga Campionilor EHF în 2006 și 2009.

## Distincții individuale
Chao Zhai a fost votată cea mai bună handbalistă din 2002 de către Federația Internațională de Handbal.